# Bestuzjevkurserna

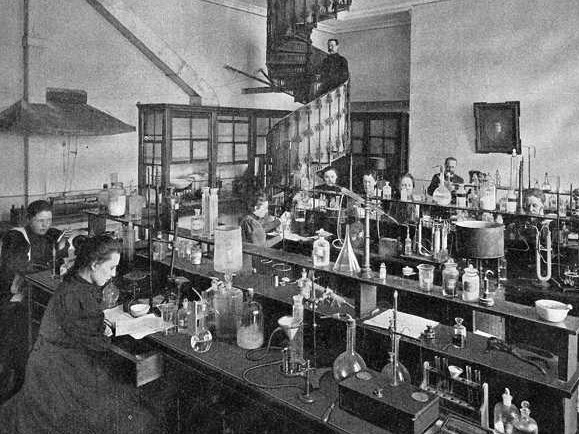
Kemilaboratorium

Bestuzjevkurserna var ett universitet för kvinnor i Sankt Petersburg i Ryssland mellan 1878 och 1919. Det var det största universitet öppet för kvinnor i Tsarryssland. Det fick sitt namn efter Konstantin Bestuzjev-Rjumin, som var dess första rektor. 
Bakgrunden till Bestuzjevkurserna var striden för kvinnors rätt till universitetsutbildning i början av 1860-talet, där kvinnor 1861 hade fått åhöra föreläsningar och sedan utan framgång försökt få tillstånd att skriva in sig; sedan detta hade förbjudits 1863, började ryska kvinnor studera utomlands, vilket gjorde att Ryssland år 1872 tillät Guerrierkurserna i Moskva och Kvinnors Medicinska Kurser för barnmorskor i St Petersburg, och 1876 förklarade att alla universitetsstäder fick tillstånd att hålla kurser på universitetsnivå för kvinnor, vilket följdes av upprättandet av sådana i Kazan 1876, och Sankt Petersburg och Kiev 1878. 
Bestuzjevkurserna hade ett flertal kända studenter och var populära. Liksom sina motsvarigheter i andra städer erbjöd de en högkvalitativ undervisning, men till skillnad från universitet för män fick de ingen finansiering från staten och utfärdade ingen examen eller kunskapsbevis åt sina studenter. Mellan 1889 och 1895 begränsades även ämnen - naturvetenskap blev förbjudet - och elevantal kraftigt. Mellan 1905 och 1908 tilläts kvinnor på de vanliga universiteten, men förbjöds sedan åter, och Bestuzjevkurserna var fortfarande populära. 
År 1911 fick slutligen kvinnor tillstånd till examen vid kurserna liksom de vanliga universiteten. Kurserna inkorporerades i Sankt Petersburgs universitet i september 1919.